# چشمداشت (معرفت‌شناسی)

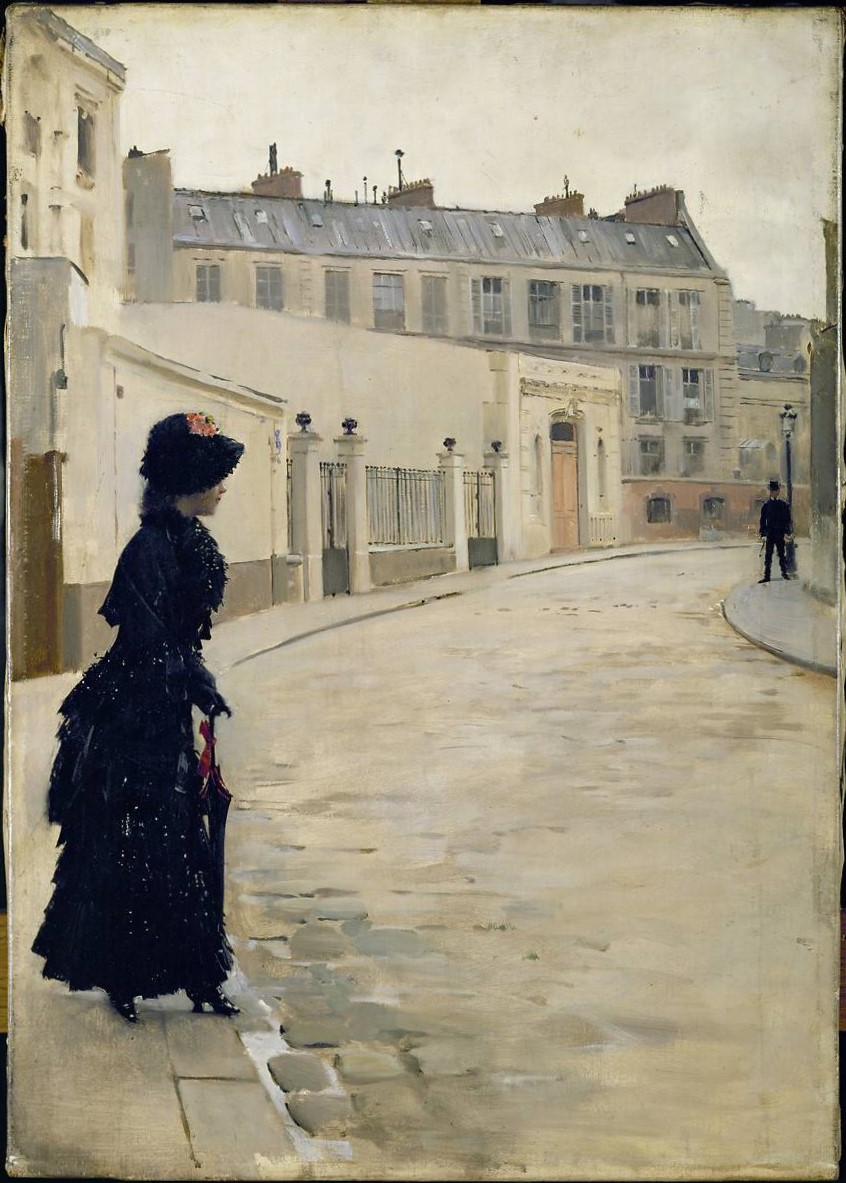
چشمداشت معرفت شناسی

چشمداشت، توقع یا امید، مترادف اکسپکتیشن (به انگلیسی: expectaion) است. 
اکسپکتیشن یا چشمداشت، مفهومی در در نظریه احتمالات ریاضی، فلسفه شناختی (و علوم شناختی)، و معرفت‌شناسی (همان شناخت شناسی یا اپیستمولوژی) است. 
در یک چارچوب معرفت شناسی احتمالاتی، یا موقعی که با پیش بینی طرف باشیم، یا اطلاعات ناقصی دردست باشد،اکسپکتیشن (چشمداشت) معنای واحد یا معنای مرتبطی پیدا می‌کند.
در حقیقت در هر چارچوبی که نوعی عدم قطعیت (به انگلیسی: uncertainty) وجود داشته باشد یا برایش تعریف شود، مفهوم چشمداشت پدیدار می‌شود. به همین دلیل، معنایی در سطح اپیستمولوژی دارد.
مفهوم چشمداشت، گاهی به معنای محتمل ترین حالت بکار میرود، و گاهی به معنای چشمداشت به معنای طیفی از حالت های ممکن و حتمل ولی با مقدار احتمال های مختلف است.
مفهوم چشمداشت، یک مفهوم مرکزی و محوریی در پردازش پیشبینیانه است.

## مرتبط
- امید ریاضی و مقدار چشمداشتی در نظریه احتمالات
- ‌ چشمداشت (معرفت‌شناسی)
- امید (ابهام‌زدایی)
- پردازش پیشبینیانه
- Expectation (epistemic) در ویکیپدیای انگلیسی.